# Sunjammer
Sunjammer va ser una missió cancel·lada de vela solar construïda per LGarde per a la NASA. És la proposta vela solar més gran en ser construïda, Sunjammer ve de la història del mateix nom escrita en 1964 per Arthur C. Clarke, en el qual diverses veles solars competeixen en una cursa a través del sistema solar. Sunjammer està programat per al seu llançament al gener de 2015 com a càrrega útil secundària d'un coet Falcon 9 de SpaceX, juntament amb el satèl·lit d'observació terrestre DSCOVR.

## Disseny del vehicle espacial
Fet de captó per tal de suportar les temperatures extremes de l'espai, Sunjammer té una amplada i alçada de 38 metres, el que suposa una superfície total de més de 1.200 metres quadrats i convertint-se en el projecte de vela solar més gran en 2013. Malgrat la seva enorme àrea de superfície, Sunjammer té un gruix de només 5 μm, donant-li un pes extremadament baix d'aproximadament 32 kilograms i permetent que s'emmagatzemés en un espai de la mida d'un rentavaixelles. Un cop a l'espai, la gran superfície de la vela solar permet aconseguir una embranzida d'aproximadament 0,01 N—aproximadament el pes d'un paquet de sucre. Per controlar la seva orientació, a través de la seva velocitat i direcció, Sunjammer utilitzarà paletes cardan (cadascuna de les quals és al seu torn una petita vela solar) situada a la punta de cadascun dels seus quatre braços, en lloc de propulsors, eliminant completament la necessitat de qualsevol propel·lent diferent dels raigs del sol.
A més de ser una nau de demostració, Sunjammer recollirà dades científiques. Amb diversos instruments per detectar diversos aspectes del clima espacial, Sunjammer eventualment pot convertir-se en part d'una xarxa més àmplia de veles solars per estudiar el Sol, permetent la creació d'un sistema d'alerta primerenc més sòlid per al clima espacial.

## Missió
Es va programar per al seu llançament el gener de 2015, després un lleuger retard de la projecció anterior en novembre de 2014, a bord d'un coet Falcon 9, Sunjammer serà llançat juntament amb la càrrega principal DSCOVR, un satèl·lit d'observació terrestre i clima espacial. Al cap de dos mesos de les diverses proves de les tecnologies després del llançament, s'efectuarà el desplegament, el control de vectors a través de les paletes d'altitud, i, finalment, arribar a un lloc proper del punt de Lagrange L1 Terra-Sol.

## Càrregues útils
Sunjammer portarà dues càrregues útils científiques espacials britàniques: el Solar Wind Analyser (SWAN) desenvolupat pel Mullard Space Science Laboratory de la University College London, i el magnetòmetre MAGIC desenvolupat pel Blackett Laboratory del Imperial College London.
Sunjammer portarà una càrrega útil Celestis Memorial Spaceflight que conté restes humanes incinerades.